# Marianenijsvogel
De marianenijsvogel (Todiramphus albicilla) is een vogel uit de familie Alcedinidae (ijsvogels). Deze soort wordt vaak nog beschouwd, onder andere door BirdLife International, als ondersoort van de witkraagijsvogel (T. chloris) en is daarom niet als soort geëvalueerd voor een IUCN-status.

## Verspreiding en leefgebied
Deze soort is endemisch op de Oceanische eilandengroep Noordelijke Marianen. Er worden drie ondersoorten onderscheiden:
- T. a. owstoni: Asuncion, Agrihan, Pagan en Alamagan.
- T. a. albicilla: Saipan en Tinian.
- T. a. orii: Rota.